# MN 4. Gépesített Lövészhadosztály
A Magyar Néphadsereg 4. Gépesített Lövészhadosztály a Magyar Néphadsereg második lépcsős alakulata volt 1957. és 1987. között. Jogutód nélkül került felszámolásra. Megmaradt alakulatait az 1. Gépesített Hadtest és a 3. Gépesített Hadtest között osztották fel.

## Története
A 4. Gépkocsizó Lövészhadosztályt 1950. október 16-án hozták létre Gyöngyösön 18. Páncélos Hadosztály néven. 1955. november 25-ével 18. Önálló Páncélos Hadosztály lett. A páncélos hadosztályból 1955. november 17-én gépesített hadosztályt hoztak létre, ami egészen 1957. február 4-ig létezett.
Az 1956-os forradalom utáni konszolidáció jegyében a hadosztályt megerősítették és ún. második lépcsős, hosszabb készenlétű hadosztállyá nyilvánították, amit az újonnan felállított 5. Hadsereg alárendeltségébe került.
1958-ban a Táncsics Mihály Laktanyában állomásozó alakulatok a következők voltak: 24. Bornemissza Gergely Felderítő Zászlóalj 4. Tüzértörzs Üteg, 63. Gépkocsi-szállító Zászlóalj, 58. Páncélos-és gépjárműjavító Műhely valamint a 4. Gépkocsizó Lövészhadosztály raktárak. 1963-ban a 24. Felderítő Zászlóaljat Egerbe vezényelték.
Az ún. "Börzsöny-hadrend" (1969-1973) során a gyöngyösi helyőrség ezekkel az alakulatokkal rendelkezett.
Ez idő alatt megtelepült a laktanyában a 77. Vegyvédelmi Század, az 51. Egészségügyi Zászlóalj, a 305. Fegyverzetjavító Műhely és a tábori sütöde is.
A kötelékbe tartozott az egri 6. Gépesített Lövészezred és a szabadszállási 53. Gépesített Lövészezred valamint a szintén egri 80. Gépesített Lövészred Mozgósítás Előkészítő Törzs. A verpeléti 35. Harckocsi Ezred, a jászberényi 50. Tüzérezred és a 92. Rakétatüzérosztály. A karcagi 6. légvédelmi tüzérezred és 12. Páncéltörő Tüzérosztály. A szolnoki 16. Műszaki Utász Zászlóalj, a verpeléti 4. rádiótechnikai század és a Hatvanban, majd Egerben állomásozó 24. Felderítő Zászlóalj.
1977-ben az addigi "gépkocsizóból" "gépesítettre" változtatták a lövészhadosztály elnevezését.
A korszerűbb fegyverzetre történő átállás szinte folyamatosnak mondható, ezt követően a technikai fejlődés mindig együtt járt már a létszám leépítésével.
1987. augusztus 31-ével a hadosztályt a RUBIN-feladat értelmében felszámolták és a megmaradt alakulatokat átszervezték vagy megszüntették.

## A hadosztály alakulatai az 1980-as években
- MN 102. Rendészeti Kommendáns Zászlóalj - Gyöngyös
- MN 20. Híradó Zászlóalj - Gyöngyös
- MN 16. Műszaki Utász Zászlóalj - Szolnok
- MN 63. Ellátó Zászlóalj - Gyöngyös
- MN 24. Felderítő Zászlóalj - Eger
- MN 6. Gépesített Lövészezred - Eger
- MN 53. Gépesített Lövészezred - Szabadszállás
- MN 80. Gépesített Lövészezred Mozgósítás ("M") Előkészítő Törzs - Eger (Nem tévesztendő össze az Abasáron 1987-ben megalakult 80. Gépesített lövészdandárral!)
- MN 35. Harckocsi Ezred - Verpelét
- MN 50. Tüzérezred - Jászberény
- MN 92. Harckocsi Felderítő Zászlóalj (Harcászati Rakétaosztály) - Jászberény
- MN 6. Légvédelmi Tüzérezred - (Karcag)
- MN 12. Páncéltörő Tüzérosztály - Karcag
- MN 82. Javító Zászlóalj - Gyöngyös
- MN 72. Vegyvédelmi Század - Gyöngyös
- MN 51. Egészségügyi Zászlóalj - Vác
- MN 4. Rádiótechnikai Század - Verpelét